# 原海豹属
原海豹属（学名：Prophoca）是海豹科下的一个属。

## 下属物种
本属包括以下物种：
- 鲁索氏原海豹 Prophoca rousseaui (Van Beneden, 1876)